# Peter Mel Murphy
Peter Mel Murphy (ur. 28 czerwca 1961 w Benalla) – australijski duchowny rzymskokatolicki, biskup Armidale od 2025.

## Życiorys
Święcenia kapłańskie przyjął 11 lipca 1992 i został inkardynowany do diecezji Wagga Wagga. Pełnił posługę w diecezjalnym seminarium duchownym, w latach 1994–1997 był jego wicerektorem. W latach 2000–2002 studiował w Rzymie i pracował w Kongregacji ds. Ewangelizacji Narodów. Od 2021 do czasu nominacji był członkiem kolegium konsultorów, dziekanem dekanatu Murray i przewodniczącym rady kapłańskiej. Od 2022 pełnił również funkcję wikariusza generalnego.
26 lutego 2025 papież Franciszek mianował go biskupem diecezji Armidale. Sakry udzielił mu 8 maja 2025 metropolita Sydney – arcybiskup Anthony Fisher.